# Gruppo di Sicorace
Il gruppo di Sicorace è l'insieme dei piccoli satelliti naturali esterni di Urano, in orbita attorno al pianeta ad una distanza media che supera i quattro milioni di chilometri. Si tratta di Francisco, Calibano, Stefano, Trinculo, Sicorace, Prospero, Setebos e Ferdinando, tutti di dimensioni contenute (ad eccezione di Calibano e di Sicorace, il capostipite).
Le nostre conoscenze a proposito del gruppo di Sicorace sono estremamente inaccurate, a partire dalle dimensioni dei satelliti; tutti e quattro hanno una forma irregolare e assolutamente non sferica. I satelliti furono tutti individuati fra il 1997 ed il 2003 dalla Terra, e non sono mai stati visitati da sonde meccaniche.
I satelliti del gruppo sono caratterizzati da un moto retrogrado di rivoluzione. Le loro eccentricità orbitali sono comprese approssimativamente fra 0,15, per quelli più interni, a 0,60, per quelli più esterni, con valori generalmente crescenti al crescere della distanza media da Urano. Le inclinazioni orbitali rispetto al locale piano di Laplace sono comprese fra 140°, per i satelliti più interni, a 170°, per quelli più esterni.
Margherita, la cui orbita ha un raggio medio di circa 14,3 milioni di km e rientrerebbe pertanto nel range di definizione del gruppo di Sicorace, ne viene convenzionalmente esclusa per via della sua rotazione prograda e della bassa inclinazione orbitale (solo 56,63°).

## Tavola riassuntiva
Il seguente prospetto riporta i satelliti del gruppo in ordine di distanza crescente da Urano.
| Nome        | Nome       | Diametro medio | Massa        | Raggio orbitale medio | Periodo orbitale | Inclinazione (sul piano di Laplace) | Eccentricità | Scoperta |
| ----------- | ---------- | -------------- | ------------ | --------------------- | ---------------- | ----------------------------------- | ------------ | -------- |
| Urano XXII  | Francisco  | ~12 km         | 1,3×1015 kg  | 4276000 km            | −0,7299 anni     | 145,220°                            | 0,1459       | 2001     |
| Urano XVI   | Calibano   | ~98 km         | 0,73×1018 kg | 7231000 km            | −1,5871 anni     | 140,878°                            | 0,1588       | 1997     |
| Urano XX    | Stefano    | ~20 km         | 6×1015 kg    | 8004000 km            | −1,8546 anni     | 144,103°                            | 0,2295       | 1999     |
| Urano XXI   | Trinculo   | ~10 km         | 0,75×1015 kg | 8504000 km            | −2,0780 anni     | 167,001°                            | 0,2079       | 2001     |
| Urano XVII  | Sicorace   | ~190 km        | 5,4×1018 kg  | 12179000 km           | −3,5272 anni     | 159,403°                            | 0,5224       | 1997     |
| Urano XVIII | Prospero   | ~30 km         | 21×1015 kg   | 16256000 km           | −5,4136 anni     | 151,97°                             | 0,4431       | 1999     |
| Urano XIX   | Setebos    | ~30 km         | 21×1015 kg   | 17418000 km           | −6,1185 anni     | 158,16°                             | 0,5843       | 1999     |
| Urano XXIV  | Ferdinando | ~12 km         | 1,3×1015 kg  | 20901000 km           | −7,7300 anni     | 169,84°                             | 0,3682       | 2001     |